# 프란시스쿠 주니오르
프란시스쿠 주니오르(Francisco Junior, 1992년 1월 18일 ~ )는 포르투갈 출신의 기니비사우의 축구 선수이다. 포지션은 미드필더이며, 현재 ACS 셉시 OSK 스픈투게오르게에서 활약하고 있다.

틀:ACS 셉시 OSK 스픈투게오르게 선수 명단